# John Holt
John Kenneth Holt (Kingston, 11 luglio 1947 – Londra, 19 ottobre 2014) è stato un cantautore giamaicano.

## Carriera
Inizia sin da giovanissimo a partecipare a talent show radiofonici, il suo debutto musicale avviene nel 1962 a soli 15 anni d'età quando grazie al produttore Leslie Kong incide il suo primo singolo intitolato Forever I'll Stay/I Cried a Tear. Nel 1964 si unisce al gruppo The Paragons e rimane membro della band sino allo scioglimento avvenuto nel 1970 ricoprendo i ruoli di arrangiatore e compositore, oltre a quello di cantante. Abbandonata la Giamaica si trasferisce in Europa per intraprendere una carriera da solista. Nel 1974 ottiene un buon riscontro di vendite nel Regno Unito con il singolo Help Me Make It Through The Night prodotto da Tony Ashfield, poi pubblicato nell'album 1000 Volts of Holt, una raccolta di cover di brani soul edita dalla Trojan Records. Nel tentativo di replicare il successo ottenuto Holt pubblica negli anni successivi alcuni album influenzati da generi più commerciali (pop, disco music) ma senza riuscire nel suo intento. Rientrato in patria, nel 1983 pubblica il brano Police in Helicopter (seguito da un album omonimo) che ottiene buoni riscontri a livello internazionale. Durante la sua carriera Holt ha inciso circa 50 album oltre a diverse raccolte e numerose apparizioni in compilation di genere.

## Discografia (parziale)

### The Paragons
- 1967 - On the Beach with the Paragons (Jet Records)
- 1968 - Riding High with the Paragons (Treasure Isle)

### Solista
- 1970 - A Love I Can Feel (Studio One)
- 1971 - Like a Bolt (Treasure Isle)
- 1971 - Strange Things 7" ( Sunshot Records)
- 1973 - Holt (Trojan Records)
- 1973 - Still in Chains (Dynamic Sounds)
- 1973 - Time Is the Master (Rhino Records)
- 1974 - The Further You Look (Trojan)
- 1974 - Dusty Roads (Trojan)
- 1974 - 1000 Volts of Holt (Trojan)
- 1977 - Holt Goes To Disco (Trojan)
- 1978 - Just a Country Boy (Trojan)
- 1978 - Roots of Holt (Trojan)
- 1979 - Let It Go On (Trojan)
- 1980 - Sweetie Come Brush Me (Creole Down Home Records)
- 1982 - Just the Two of Us (MSI Music Distribution)
- 1983 - Police in Helicopter (Greensleeves Records)
- 1984 - For Lovers & Dancers (Trojan)
- 1985 - Why I Care (VP Records)
- 1986 - From One Extreme to Another (Beta Records)
- 1987 - Ok Fred (Spartan Records)
- 1988 - Let Your Love Flow (CSA Records)
- 1991 - Children of the World (VP)
- 1992 - Every Time (Gong Sounds)
- 1996 - Reggae Peacemaker (House of Reggae)
- 1997 - In Demand (Dynamic Sounds)
- 1997 - All Night Long (M.I.L. Multimedia)
- 2000 - Hey Love Hey World (Dressed To Kill Records
- 2001 - Kiss & Say Goodbye (Starburst Records
- 2001 - John Holt in Symphony (Jet)
- 2001 - John Holt (Dressed To Kill)
- 2002 - Peacemaker (Prestige Elite Records)
- 2003 - New Horizon (VP)

## Nella cultura popolare
Il suo brano Police in Helicopter è stato incluso nella colonna sonora dei videogiochi Grand Theft Auto IV: The Lost and Damned e Grand Theft Auto IV: The Ballad of Gay Tony (nella versione contenuta in Grand Theft Auto: Episodes from Liberty City).